# کووزات کینه‌رت
کووزات کینه‌رت (به لاتین: Kvutzat Kinneret) یک منطقهٔ مسکونی در اسرائیل است که در شورای منطقه‌ای ایمک هایاردن واقع شده‌است.